# Montellano
Montellano é um município da Espanha na província de Sevilha, comunidade autónoma da Andaluzia, de área 117 km² com população de 7037 habitantes (2007) e densidade populacional de 58,75 hab/km².

## Demografia
| Variação demográfica do município entre 1991 e 2004 | Variação demográfica do município entre 1991 e 2004 | Variação demográfica do município entre 1991 e 2004 | Variação demográfica do município entre 1991 e 2004 |
| --------------------------------------------------- | --------------------------------------------------- | --------------------------------------------------- | --------------------------------------------------- |
| 1991                                                | 1996                                                | 2001                                                | 2004                                                |
| 7015                                                | 7064                                                | 6679                                                | 6854                                                |